# Rivière Trois Milles
Rivière Trois Milles är ett vattendrag i Kanada.   Det ligger i provinsen Québec, i den östra delen av landet, 1 000 km nordost om huvudstaden Ottawa. Rivière Trois Milles ligger vid sjön Lac Saint-Georges.
I omgivningarna runt Rivière Trois Milles växer i huvudsak barrskog.